# Włóknina ogrodnicza

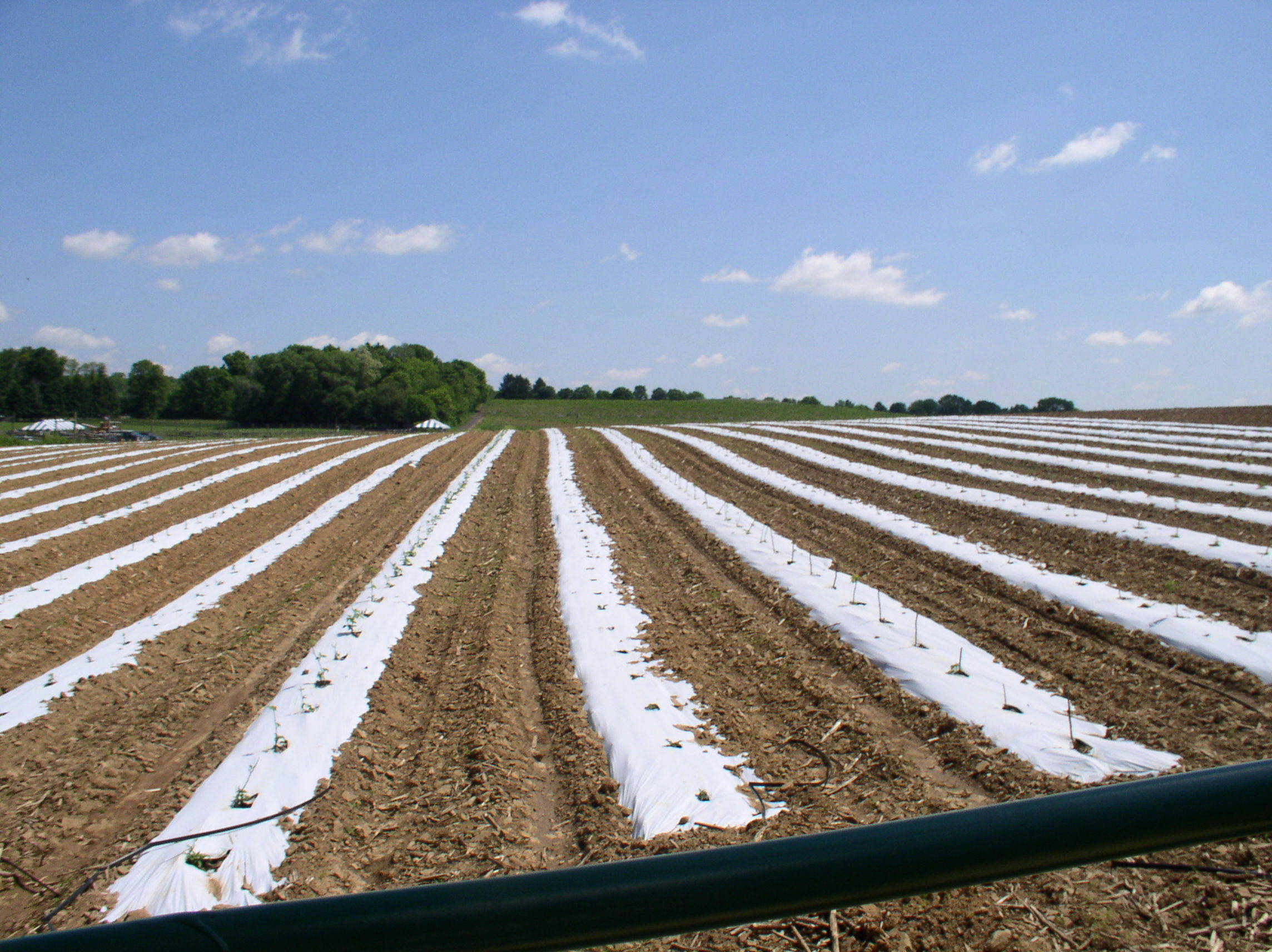
Wykorzystanie włókniny w ogrodnictwie.

Włóknina ogrodnicza to syntetyczna włóknina stosowana w ogrodnictwie, np. w celu ograniczenia wysychania gleby oraz rozwoju chwastów.